# Barschel-Affäre

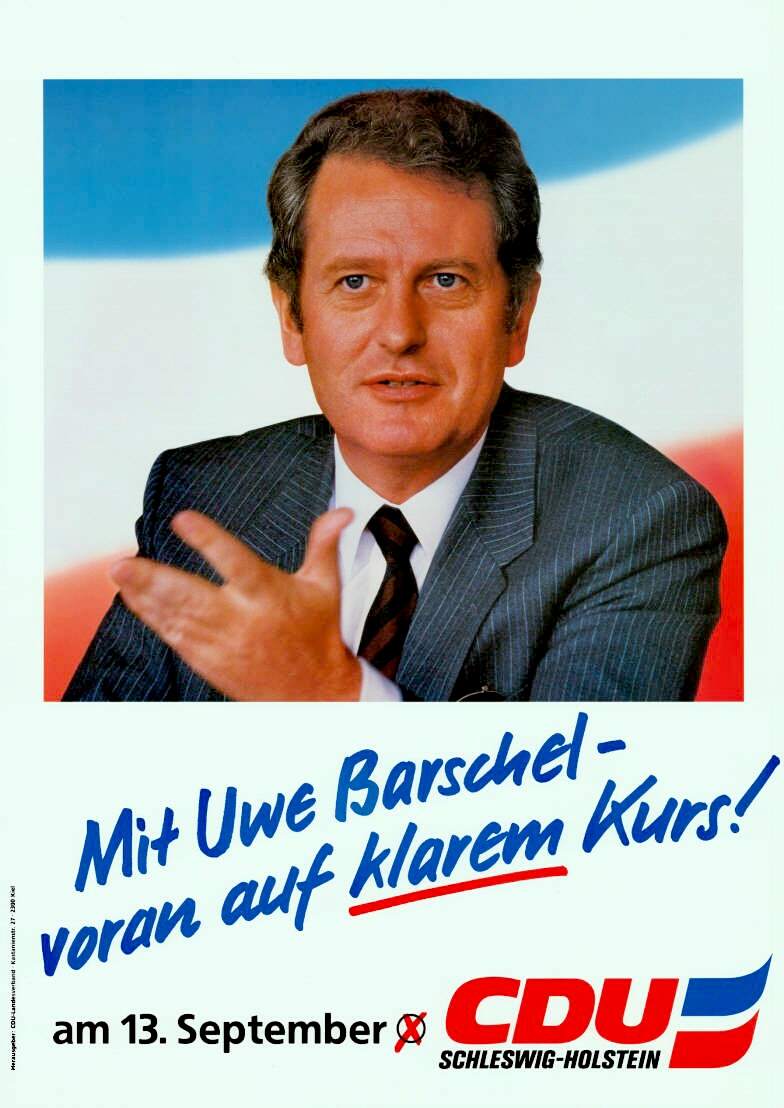
Wahlplakat der CDU 1987 mit Ministerpräsident Uwe Barschel

Barschel-Affäre (auch Barschel-Pfeiffer-Affäre) ist eine Bezeichnung für einen politischen Skandal, der sich 1987 in Schleswig-Holstein ereignete. Ihren Namen erhielt die Affäre nach dem damaligen Ministerpräsidenten Schleswig-Holsteins, Uwe Barschel (CDU). Fragwürdige Vorkommnisse im Wahlkampf vor der Landtagswahl in Schleswig-Holstein 1987 führten zum größten politischen Skandal in der Geschichte Schleswig-Holsteins und zu einem der größten in der Geschichte der Bundesrepublik Deutschland.
Barschel war als amtierender Ministerpräsident im Wahlkampf Gegner von Björn Engholm, dem damaligen Spitzenkandidaten der SPD. Am 12. September 1987 berichtete das Nachrichtenmagazin Der Spiegel, dass aus dem Umfeld der Landesregierung versucht wurde, den Ruf Engholms mit unlauteren Mitteln massiv zu schädigen. Diese Bestrebungen seien von Reiner Pfeiffer ausgegangen, der in der Staatskanzlei als Medienbeobachter angestellt war.
Bei der Wahl am 13. September verlor die CDU sechs Prozentpunkte, wodurch im Landtag ein Patt zwischen CDU und FDP, die eine gemeinsame Regierungsbildung beabsichtigten, und der bisherigen Opposition aus SPD und SSW entstand. Barschel gab am Ende einer mehrstündigen Pressekonferenz am 18. September sein Ehrenwort, dass die Vorwürfe gegen ihn und die CDU „haltlos“ seien. Da in der Presse Vorwürfe gegen Barschel zirkulierten, die seine Manipulationen zu belegen schienen, erklärte Barschel am 25. September seinen Rücktritt als Ministerpräsident zum 2. Oktober 1987. An diesem Tag setzte der Landtag einen Untersuchungsausschuss ein, der „eventuell rechtswidrige Handlungen des Ministerpräsidenten Uwe Barschel, von Mitgliedern der Landesregierung und ihren Helfern gegen zum 11. Landtag kandidierende Parteien und ihre Repräsentanten aufklären“ sollte.
Barschel, der immer wieder seine Unschuld beteuerte, fuhr mit seiner Frau nach Gran Canaria in das Haus eines Freundes. Bei den Ausschusssitzungen und in der Presse wurde weiteres belastendes Material gegen ihn gefunden. Barschel wurde für den 12. Oktober 1987 zu einer Vernehmung vor dem Ausschuss vorgeladen. Am 10. Oktober flog er von Gran Canaria nach Genf, um von dort nach Kiel zu kommen. Am 11. Oktober 1987 wurde Barschel in einer Badewanne in einem Genfer Hotel tot aufgefunden. Die Polizei sprach von Suizid, eine Obduktion seiner Leiche durch die Justizbehörde bestätigte diese Aussage. Trotzdem kamen später Zweifel auf, dass Barschels Tod eine Selbsttötung war.
Der Untersuchungsausschuss des Landtags tagte weiter und fand später sogar nach dem Votum der Regierungspartei CDU Beweise, dass Barschel an unlauteren Machenschaften beteiligt gewesen war. Teilweise hätten sie auf seinen Wunsch hin stattgefunden, teils habe er mitgewirkt, teils habe er sie geduldet.
Bei Neuwahlen im Mai 1988 wurde Engholm durch eine absolute SPD-Mehrheit Ministerpräsident. 1991 wählte ihn die Bundes-SPD zum Parteivorsitzenden. Doch zwei Jahre später kam in der sogenannten Schubladenaffäre über Zahlungen an Pfeiffer (angeblich gesammelt in einer „Küchenschublade“) durch einen SPD-Landespolitiker beiläufig auch heraus, dass Engholm bereits vor der Spiegel-Enthüllung von den Manipulationsversuchen gegen sich gewusst hatte. Darüber hatte Engholm bislang geschwiegen. Er trat daraufhin im Mai 1993 sowohl als Ministerpräsident als auch als SPD-Vorsitzender zurück.

## Ablauf

### Stimmungsmache gegen SPD und Grüne
Den Landtagswahlkampf 1987 führte die CDU Schleswig-Holstein – seit 1950 ununterbrochen in Schleswig-Holstein regierend – mit ungewöhnlicher Härte, um eine Wahlniederlage abzuwenden. Im Wahlkampf schürte man vornehmlich die Angst vor dem drohenden „rot-grünen Chaos“. Unter anderem griff sie den Spitzenkandidaten der SPD Schleswig-Holstein für das Amt des Ministerpräsidenten, Björn Engholm, scharf und auch persönlich an. So wurde in einer CDU-Wahlkampfbroschüre Engholm als „geländegängiger Opportunist“ mit „Gummirückgrat“ bezeichnet, der „Kommunisten und Neonazis als Lehrer und Polizisten“ einstellen und „Abtreibungen bis zur Geburt“ freigeben wolle. In keinem anderen Fall wurde die „sexuelle Denunziation“ so systematisch eingesetzt wie in diesem Landtagswahlkampf. Eine CDU-Wahlkampfzeitung enthielt die Behauptung, Sozialdemokraten und Grüne wollten „straffreien Sex mit Kindern“.

### Gezielte Aktionen gegen Engholm und UWSH
Für den Landtagswahlkampf ließ sich Ministerpräsident Uwe Barschel den Journalisten Reiner Pfeiffer vom Axel Springer Verlag vermitteln. Dieser wurde als Medienreferent in der Staatskanzlei eingestellt, wo er für die Medienbeobachtung zuständig war.
In der Folgezeit entfaltete Pfeiffer eine Vielzahl von Aktivitäten gegen politische Gegner der CDU:
- Er erstattete gegen Engholm eine anonyme Anzeige wegen Steuerhinterziehung, in der er unter Verwendung detaillierter Daten behauptete, Engholm habe Einkünfte nicht ordnungsgemäß versteuert. Die Anzeige führte zu keinem Strafverfahren gegen Engholm.
- Er ließ Björn Engholm durch Detektive observieren, in der Hoffnung, Details aus der Privatsphäre Engholms in Erfahrung zu bringen, die sich im Wahlkampf verwenden ließen.
- Zudem rief Pfeiffer bei Engholm zu Hause an, gab sich als Arzt Dr. Wagner aus und behauptete, er habe vertrauliche Hinweise darauf erlangt, dass Engholm an AIDS erkrankt sein könne.
- Er fälschte eine Pressemitteilung der schleswig-holsteinischen Grünen, in der diese scheinbar unter der Überschrift „Grüne: Engholms Taufe eine peinliche Wahlkampfmasche“ Engholms Wiedereintritt in die Kirche als „Gipfel der Taktlosigkeit“ bezeichneten.
- Er säte gezielt mit falschen Behauptungen Unfrieden unter den führenden Repräsentanten der Unabhängigen Wählergemeinschaft Schleswig-Holstein (UWSH), einer bürgerlich-konservativen Gruppierung, durch deren Erstarken in Wahlkampf-Umfragen die CDU ihre absolute Mehrheit besonders gefährdet sah. Diese Aktion hatte als einzige von Pfeiffers Tätigkeiten Erfolg: Die UWSH spaltete sich.

Obwohl Pfeiffer immer wieder behauptet hatte, Ministerpräsident Barschel sei der Auftraggeber dieser zum Teil kriminellen Machenschaften gewesen, wurde später seitens verschiedener Ermittlungseinrichtungen die Glaubwürdigkeit Pfeiffers hierzu in Frage gestellt. Ferner konnte die Urheberschaft Barschels nicht geklärt werden.

### Berichte desSpiegel
In seiner Ausgabe am 7. September 1987, also sechs Tage vor der Wahl, veröffentlichte das Magazin Der Spiegel unter dem Titel Waterkantgate einen Artikel über angebliche „schmutzige Tricks“, die die CDU im Kampf gegen die SPD angewandt habe. Unter anderem wurde berichtet, dass Engholm im Wahlkampf von Detektiven beschattet worden sei und dass gegen ihn bei seinem Lübecker Finanzamt eine anonyme Anzeige wegen Steuerhinterziehung mehrerer hunderttausend DM erstattet worden sei. In dem Spiegelartikel wurde angedeutet, dass die Bespitzelung gegen Engholm von dem Manager Karl Josef Ballhaus, einem Freund Uwe Barschels ausgegangen sei. Der SPD-Sprecher Klaus Nilius wurde in dem Artikel mit der Vermutung zitiert, dass die Steueranzeige wegen ihrer intimen Kenntnissen der steuerlichen Verhältnissen Engholms aus dem Kieler oder dem, vom CDU-Landesvorsitzenden Gerhard Stoltenberg geleitetem, Bonner Finanzministerium stammen müsse. Weiter wurde Björn Engholm mit der Aussage zitiert, dass die Steueranzeige inhaltlich unzutreffend sei und dass er in dieser Woche vor der Wahl gegen den Ersteller der Steueranzeige Strafanzeige erstatten werde.
Bei der Wahl am 13. September verlor die CDU etwa 6 Prozentpunkte und damit ihre absolute Mehrheit. Sie erhielt mit der neu in den Landtag eingezogenen FDP 37 Sitze im Landtag. Genau so viele Sitze hatten SPD und SSW zusammen. Da der SSW wegen der Manipulationen der CDU und ihrer Regierung keine Koalition mit der CDU eingehen wollte, was die SPD als Opfer dieser Manipulationen auch ablehnte, gab es vorerst keine Regierungsneubildung. Die alte Regierung blieb bis zur Neuwahl am 8. Mai 1988 geschäftsführend im Amt.
Am Mittwoch, dem 9. September 1987 hatte Pfeiffer in einer eidesstattlichen Erklärung vor einem Notar eine Auflistung seiner Aktionen gegen Engholm dargestellt, was der Spiegel erfuhr.
Er veröffentlichte den Inhalt dieser Aussagen einen Tag nach der Wahl am 14. September 1987. Das Spiegeltitelblatt zeigte Uwe Barschel und trug den Titel Waterkantgate – Uwe Barschels schmutzige Tricks. In der Titelstory wurden u. a. die Aussagen Pfeiffers zitiert, die u. a. besagten, dass Uwe Barschel hinter den rechtswidrigen Manipulationen gegen die SPD-Opposition gestanden habe und dass Barschel ihn, Pfeiffer, mit der Durchführung beauftragt habe. Noch in der Woche der Landtagswahl habe Barschel Pfeiffer beauftragt, eine Abhörwanze zu besorgen und in Barschels Telefon einbauen zu lassen. Diese Wanze habe dann auf spektakuläre Weise scheinbar entdeckt werden sollen; ihr Einbau habe dann der SPD angelastet werden sollen. Dieser Spiegel-Artikel wurde in Teilen schon am Samstag vor der Landtagswahl bekannt; der Spiegel erschien damals montags. Dem Spiegel wurde deshalb von Teilen der Öffentlichkeit und der CDU vorgeworfen, er versuche, das Ergebnis der Landtagswahl zu manipulieren.
In der historischen Rückschau wurde die Rolle des Spiegel kritisch hinterfragt, so z. B. in der Zeit: So habe das Magazin Pfeiffers Darstellung der Dinge kritiklos übernommen und seinen zweifelhaften Ruf nicht näher untersucht. Auch habe der Spiegel Reiner Pfeiffer ein sechsstelliges Honorar und einen Rechtsbeistand bezahlt. Der Spiegel habe weiterhin an Pfeiffers Version festgehalten, obwohl seine Angaben sich „als in weiten Strecken unsinnig herausgestellt“ hätten. Noch deutlicher kritisierte Frank Pergande in der FAZ, der Politikskandal in Kiel sei eigentlich ein Medienskandal gewesen und es habe keine „Barschel-Affäre“ gegeben, sondern allenfalls eine „Pfeiffer-Affäre“. Die Affäre sei Barschel angehängt worden und die Medien hätten dabei eine große Rolle gespielt. Der Tod Barschels habe gezeigt, wohin die Medienjagd führen könne.

### Das Ehrenwort Barschels
In einer aufsehenerregenden Pressekonferenz am 18. September 1987 wies Barschel alle gegen ihn erhobenen Vorwürfe zurück und erklärte:

„Über diese Ihnen gleich vorzulegenden eidesstattlichen Versicherungen hinaus gebe ich Ihnen, gebe ich den Bürgerinnen und Bürgern des Landes Schleswig-Holsteins und der gesamten deutschen Öffentlichkeit mein Ehrenwort – ich wiederhole: Ich gebe Ihnen mein Ehrenwort! – dass die gegen mich erhobenen Vorwürfe haltlos sind.“

Die von ihm aufgeführten eidesstattlichen Versicherungen stellten sich als Falschaussagen heraus, die Mitarbeiter auf sein Drängen hin abgegeben hatten. Er selbst machte auch zu einzelnen Punkten falsche Angaben.

### Barschels Rücktritt und Tod
Nachdem in der Folgezeit verstärkt Zweifel an Barschels Unschuld aufkamen und der Spiegel weitere Veröffentlichungen vornahm, erklärte Barschel am 25. September 1987, dass er zum 2. Oktober 1987 vom Amt des Ministerpräsidenten zurücktrete. Neun Tage später wurde er im Hotel Beau-Rivage in Genf unter nicht vollständig geklärten Umständen tot in der Badewanne seines Zimmers aufgefunden. Er starb an einer Medikamentenvergiftung. Das Foto des toten Uwe Barschel auf der Titelseite der Illustrierten Stern wurde bundesweit bekannt.

## Untersuchungsausschüsse
Noch im Herbst 1987 richtete der Landtag von Schleswig-Holstein einen Untersuchungsausschuss zur Aufklärung der Vorgänge ein. Er stand unter dem Vorsitz des SPD-Abgeordneten Klaus Klingner. In diesem Ausschuss wurde Barschel von mehreren Zeugen schwer belastet. So widerriefen in der Sitzung vom 30. November 1987 Barschels Fahrer und Barschels Sekretärin frühere, Barschel entlastende Aussagen und gaben an, Barschel habe sie zu Falschaussagen gedrängt. Im Abschlussbericht wurde mit den Stimmen aller Ausschussmitglieder, auch denen der CDU, festgestellt, dass bei vielen Aktivitäten Pfeiffers eine Mitwisserschaft Barschels feststehe oder jedenfalls wahrscheinlich sei.
Am 8. Mai 1988 fanden Neuwahlen zum Landtag statt, bei welchen die SPD mit dem besten Ergebnis ihrer Landesgeschichte die absolute Mehrheit der Mandate errang. Björn Engholm wurde vom Landtag zum neuen Ministerpräsidenten von Schleswig-Holstein gewählt.
1993 wurde bekannt, dass der seinerzeitige SPD-Landesvorsitzende Günther Jansen und der seinerzeitige Pressesprecher der SPD-Landtagsfraktion Klaus Nilius 1988 und 1989 insgesamt rund 50.000 DM bar an Pfeiffer gezahlt hatten. Da Jansen die Geldscheine in seiner Küchenschublade gesammelt haben will, wurden die Vorgänge Schubladenaffäre genannt. In diesem Zusammenhang wurde auch bekannt, dass Pfeiffer sich bereits am 7. September 1987, also sechs Tage vor der Landtagswahl, gegenüber Jansen, Nilius und einem von Engholm persönlich beauftragten Anwalt offenbart hatte und die SPD-Landesspitze somit wesentlich früher als bisher zugegeben von Pfeiffers Aktivitäten unterrichtet war. Bis Mai 1993 hatte Engholm behauptet, von der Veröffentlichung im Spiegel (12. September 1987) überrascht worden zu sein. Damit war erwiesen, dass Engholm den Kieler Untersuchungsausschuss 1988 belogen hatte, als er behauptete, er habe von den Machenschaften Pfeiffers vor dem Wahlabend 1987 nichts gewusst. Engholm war unglaubwürdig geworden. Er musste vom Amt des Ministerpräsidenten zurücktreten, legte den Vorsitz der SPD nieder und stand auch nicht mehr als Kanzlerkandidat der SPD zur Verfügung.
Der Landtag hatte am 10. März 1993 einen neuen parlamentarischen Untersuchungsausschuss eingesetzt, der hauptsächlich die Zahlungen an Pfeiffer, aber auch die Barschel-Affäre selbst erneut untersuchte. Der Ausschuss sah 1995 viele Fragen als ungeklärt oder umstritten an. Politisch verantwortlich sei jedoch Barschel für die Manipulationen gewesen, weil er Pfeiffer eingestellt habe, so dass dieser erst die Möglichkeit hatte, in seinen Handlungen aus der Staatskanzlei heraus zu agieren. Tatsächlich kam der Untersuchungsausschuss zum Ergebnis, dass es keine Beweise für eine Mitwisserschaft Uwe Barschels an den Machenschaften seines Medienberaters Reiner Pfeiffer gab. Da sich aber auch keine Gegenbeweise fanden, resümierte der Schlussbericht mit den Worten, dass Pfeiffer „wohl zumindest mit Billigung Barschels gehandelt“ habe.

## Ungeklärter Tod Barschels und Mordtheorien
Die Umstände, die zum Tod Uwe Barschels führten, sind bislang ungeklärt. Die offiziellen Untersuchungen in der Schweiz und in Deutschland hielten lange Zeit einen Suizid für wahrscheinlich, die Ermittlungsergebnisse der Genfer Behörden ergaben allerdings auch die Möglichkeit eines Fremdverschuldens. Seit dem Todesfall wurden daher umfangreiche Spekulationen und Verschwörungstheorien aufgestellt. Diese betreffen überwiegend die Todesumstände, zum Teil wurden auch Aussagen zu den Aktivitäten im Wahlkampf gemacht.
Von einem Mord statt einer Selbsttötung gingen Barschels Angehörige aus. Die Ergebnisse des von ihnen beauftragten Chemikers Hans Brandenberger stützen die Mord-Theorie. Der laut eigener Aussage ehemalige Mossad-Agent Victor Ostrovsky geht von einer Ermordung Barschels wegen seiner Opposition in der Operation Hannibal aus.
Ende der 1980er Jahre wurde über eine Verstrickung des Ministeriums für Staatssicherheit der DDR in die Affäre um den antikommunistisch eingestellten Barschel und dessen Tod spekuliert. Hierfür wurden auch nach der Wiedervereinigung keine Belege gefunden (Markus Wolf im Interview: „Ich sage nichts – ich wollte aber was über die Umstände seines Todes wissen und habe deshalb Agenten eingesetzt, die aber nichts herausfanden“). Der angebliche Barschel-Brief an Stoltenberg erwies sich 1991 allerdings tatsächlich als Fälschung der Abteilung X des Auslandsgeheimdienstes Hauptverwaltung A der DDR.
Im Jahr 2007 entspann sich in Kiel ein juristischer Streit zwischen dem in den 1990er Jahren mit dem Fall betrauten Leitenden Oberstaatsanwalt Heinrich Wille und dem Schleswiger Generalstaatsanwalt Erhard Rex. Wille war der Ansicht, die vorhandenen Indizien deuteten in Richtung Mord, während Rex die Meinung vertrat, dass die Indizien eher für Suizid sprächen; da die bisherigen Recherchen von Wille nichts gebracht hätten, sollte das Verfahren seiner Meinung nach beendet werden. Veranlasst durch die Äußerungen Willes beantragten die Angehörigen Barschels bei der Generalbundesanwältin, die Ermittlungen nochmals aufzunehmen.

## Verfilmungen
Heinrich Breloer nahm sich des Themas in seinem Doku-Drama Die Staatskanzlei von 1989 an. 1994 folgte der zweite Teil Einmal Macht und zurück – Engholms Fall, der sich im Schwerpunkt mit den Geschehnissen rund um den Engholm-Rücktritt befasste. Der erste Teil wurde in diesem Zusammenhang dergestalt überarbeitet, dass die neueren Erkenntnisse, welche sich seit 1989 ergeben hatten, ebenfalls mit eingearbeitet wurden.
Der deutsche Regisseur Uwe Boll drehte am Anfang seiner Laufbahn den Film Barschel – Mord in Genf? (1993).
Die 846. Tatort-Folge Borowski und der freie Fall (Erstausstrahlung: 14. Oktober 2012; Buch: Fred Breinersdorfer und Eoin Moore, Regie: Eoin Moore) beschäftigt sich auf fiktiver Ebene mit dem Tod von Uwe Barschel.
In seinem dreistündigen Politthriller Der Fall Barschel untersucht Regisseur und Grimme-Preisträger Kilian Riedhof die verschiedenen Theorien über Barschels Tod.

### Bis 1993
- Schleswig-Holsteinischer Landtag: Der Kieler Untersuchungsausschuß – Fragen und Antworten. Schmidt & Klaunig, Kiel 1988, ISBN 3-88312-140-1. Online Fassung vom Landtagsserver NRW als pdf.
- Jochen Bölsche Hrsg.: Waterkantgate – die Kieler Affäre. Eine SPIEGEL-Dokumentation. Göttingen 1987, ISBN 3-88243-086-9.

Der Kieler Untersuchungsausschuß. Die Plenardebatten. Schmidt & Klaunig, Kiel 1988, ISBN 3-88312-139-8. (Kieler Untersuchungsausschuß 1988 Teil zwei)
- Friedrich Koch: Sexuelle Denunziation und politische Kultur. In: Hans-Hermann Wiebe (Hrsg.): Die Kieler Affäre und kirchliches Handeln – politische Kultur , politische Moral. Bad Segeberg 1988.
- Cordt Schnibben, Volker Skierka: Macht und Machenschaften – die Wahrheitsfindung in der Barschel-Affäre. Rasch und Röhring Verlag, Hamburg 1988, ISBN 3-89136-189-0.
- Norbert F. Pötzl: Der Fall Barschel. Rowohlt, Reinbek bei Hamburg 1988, ISBN 3-499-18463-X (Erweiterte Neuauflage von 1989).
- Heinrich Detering: Barschel, die dänische Minderheit und die FAZ. In: medium, 19. Jahrgang 1989. Heft 2, S. 78–79.
- Herbert Schäfer: Pfeiffer contra Barschel Zur Anatomie einer Beweisführung. Fachschriftenverlag Dr. jur. H. Schäfer, Bremen 1991.
- Joachim Siegerist: Das Testament des Uwe Barschel. Wirtschaft- und Verbands PR, Hamburg 1989, ISBN 3-9801563-1-1. (kritische Rezension auch des Buches von Siegerist im Spiegel 21. Dezember 1992 unter dem Titel: Komplotte - Deckname Hecht, in der die Mutmaßung, dass Barschel ermordet worden sei, als Verschwörungstheorie gewertet wird.)
- Herbert Wessels: Ein politischer Fall. Uwe Barschel – Die Hintergründe der Affäre (= Fortschritte der politischen Psychologie Spezial-Band 1). Deutscher Studien-Verlag, Weinheim 1988, ISBN 3-89271-076-7.

### Nach dem Rücktritt Engholms 1993
- Schleswig-Holsteinischer Landtag: Der Kieler Untersuchungsausschuß II. Die Fragen und Antworten März 1993 -Dezember 1995. Die Landtagsdebatte vom 19. Dezember 1995 über den Schlußbericht. Schmidt & Klaunig, Kiel 1996, ISBN 3-88312-143-6. Online lesbar im Landtags-Informationssystem LIS als Abschlussbericht des Untersuchungsausschusses zur Schubladenaffäre (Engholm/Jansen). Bericht und Beschlussempfehlung Erster Untersuchungsausschuss der 13. Wahlperiode. 12. Dezember 1995, Drucksache 13/3225 (PDF).
- Wolfram Baentsch: Der Doppelmord an Uwe Barschel – Die Fakten und Hintergründe. 3. durchgesehene Auflage. Herbig, München 2007, ISBN 978-3-7766-2523-3.
- Uwe Danker: Barschel-Affäre / Politische Kultur. In Uwe Danker; Utz Schliesky: Schleswig-Holstein 1800 bis heute. Eine historische Landeskunde. In Zusammenarbeit mit dem Landtag Schleswig-Holstein, der Landeszentrale für politische Bildung Schleswig-Holstein und der Europa-Universität Flensburg vertreten durch das Institut für schleswig-holsteinische Zeit- und Regionalgeschichte (IZRG), Husum Druck- und Verlag, Husum 2014, ISBN 978-3-89876-748-4, S. 328 bis 337.
- Sylvia Green-Meschke: Gegendarstellung zum Fall Barschel. Anita Tykve Verlag, Böblingen 1993, ISBN 3-925434-75-5.
- Werner Kalinka: Der Fall B.: Der Tod, der kein Mord sein darf. Ullstein Verlag, Frankfurt am Main u. a. 1993, ISBN 3-548-36605-8.
- Michael Mueller, Rudolf Lambrecht, Leo Müller: Der Fall Barschel – Ein tödliches Doppelspiel. Propyläen, Berlin 2007, ISBN 978-3-549-07325-4.
- Heinrich Wille: Ein Mord, der keiner sein durfte. Rotpunktverlag, Zürich 2011, ISBN 978-3-85869-462-1.